# Datazione radiometrica
La datazione radiometrica (o radiodatazione) è uno dei metodi per determinare l'età di oggetti antichi. Essa si basa sul raffronto tra le abbondanze osservate di un opportuno isotopo radioattivo e dei suoi prodotti di decadimento (noto il tempo di dimezzamento, ed è la principale fonte di informazioni sull'età della Terra e sulla velocità dell'evoluzione delle specie viventi).
Esistono vari metodi di datazione radiometrica, differenti nella precisione della misura, nei costi e nelle scale temporali per le quali possono essere utilizzati. Il più noto (nonché il primo ad essere stato sviluppato) è quello del Carbonio-14 (C14).

## Principi teorici

### Il decadimento radioattivo

Esempio di un decadimento radioattivo, dal Piombo-212 (^{212}Pb) al Piombo-208 (^{208}Pb). Ogni nuclide genitore decade spontaneamente in nuclidi figli (i prodotti del decadimento), attraverso un decadimento α o un decadimento β^{−}. Il prodotto finale di questo processo è stabile, e non può più decadere spontaneamente.

La materia ordinaria è composta da atomi, ciascuno avente un proprio numero atomico che indica il numero di protoni presenti nel nucleo dell'atomo.
Gli elementi possono esistere in diversi isotopi, cioè possono differire per peso atomico, ovvero nel numero di neutroni nel nucleo. Un determinato isotopo di un elemento è detto nuclide. Alcuni nuclidi sono instabili: ad un tempo casuale un isotopo può decadere, trasformandosi in un altro isotopo più stabile. Questo decadimento è accompagnato con l'emissione di particelle come elettroni (conosciuti anche come particelle beta) e particelle alfa.
Benché come detto un singolo isotopo instabile possa decadere in qualsiasi momento, un numero sufficientemente grande di isotopi decade seguendo una legge esponenziale ad un tasso di decadimento descritto da un parametro detto tempo di dimezzamento. Dopo un tempo pari al tempo di dimezzamento, metà degli isotopi radioattivi sono decaduti. Molte sostanze radioattive decadono da un isotopo fino ad un isotopo stabile (figlio) attraverso una serie di passaggi conosciuta come catena di decadimento. In questo caso tipicamente la vita media riportata è quella dominante (più lunga) per tutta la catena. Gli isotopi utili per la datazione radiometrica sono quelli con vita media da poche migliaia di anni fino a miliardi di anni.
La vita media di un isotopo è costante nel tempo, e non è influenzata da fattori esterni quali la temperatura, i processi chimici, la presenza di campi magnetici o elettrici. Benché il decadimento possa essere accelerato da un bombardamento radioattivo, questo tipo di processo lascia comunque delle tracce che ne permettono l'identificazione. In qualsiasi materiale contenente un nuclide radioattivo, il rapporto tra la quantità di isotopi originari e la quantità di elementi "figli" evolve nel tempo in modo prevedibile mano a mano che gli isotopi instabili decadono. Questa prevedibilità permette di utilizzare l'abbondanza di determinati nuclidi come una sorta di orologio che riporta il tempo trascorso dall'inglobamento degli isotopi originali in un materiale fino al presente.

### Precondizioni

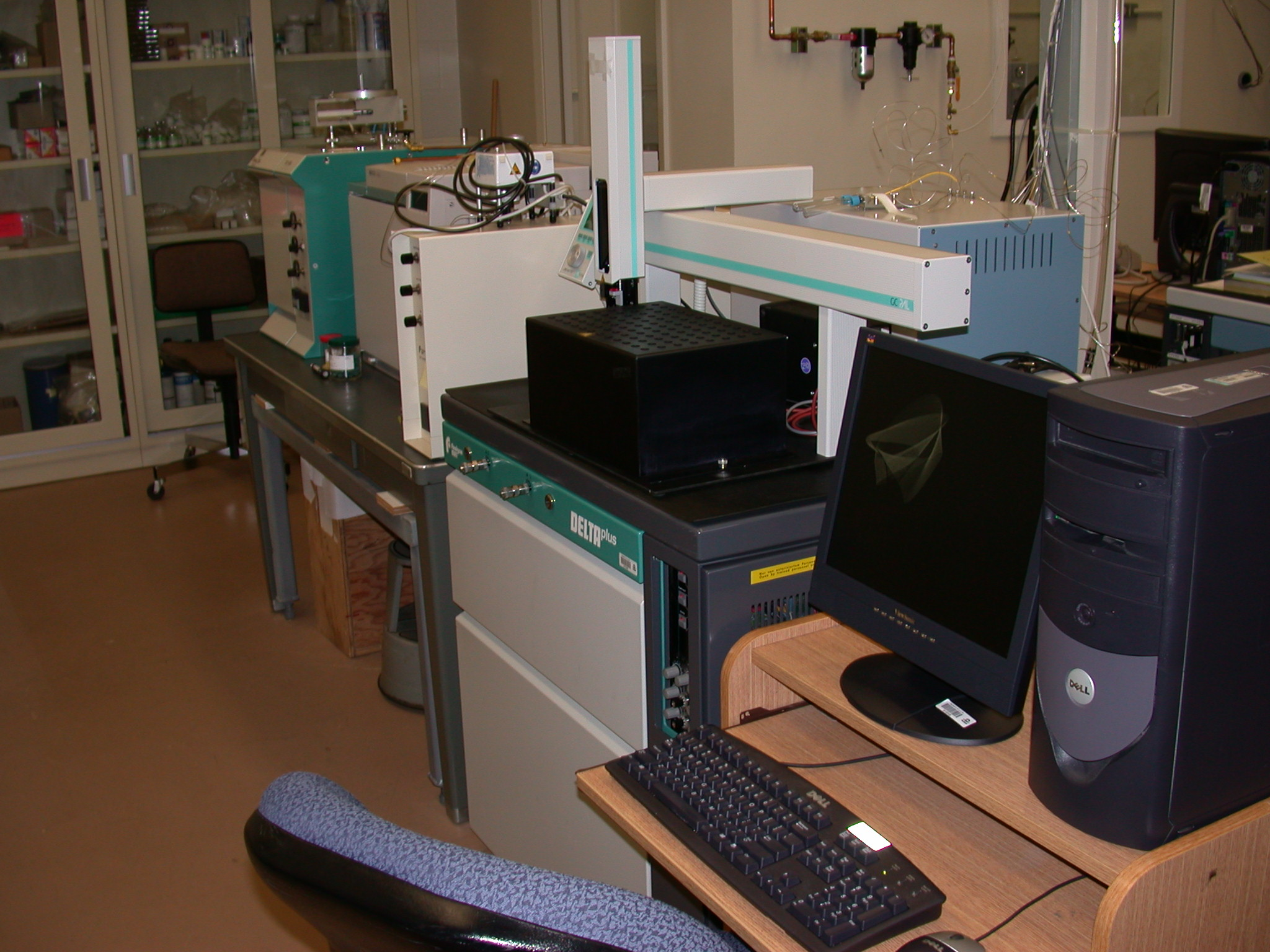
Spettrometro di massa utilizzato nella datazione radiometrica.

Il processo di formazione di un materiale specifico determina il modo in cui un elemento è incorporato durante la formazione. Nel caso ideale, il materiale incorporerà un isotopo genitore e rilascerà un isotopo figlio; solo l'isotopo figlio trovato esaminando un campione di materiale deve dunque essersi formato da quando esiste il campione.
Quando un materiale incorpora sia i nuclidi genitori sia i figli nel momento della sua formazione, bisogna assumere che l'iniziale rapporto tra una sostanza radioattiva e suoi prodotti di decadimento sia conosciuto. Per essere trovati, questi prodotti non devono trovarsi allo stato gassoso, che può facilmente fuoriuscire dal materiale, e devono possedere una vita media abbastanza lunga per essere rilevati in sufficienti quantità. Inoltre, non devono intervenire ulteriori processi che possono modificare il rapporto tra nuclidi iniziali e elementi prodotti dal decadimento. Le procedure atte a isolare ed analizzare i prodotti della reazione devono dunque essere semplici ma attendibili.
Benché la datazione radiometrica sia accurata per principio, la sua precisione dipende dalla cura con cui il procedimento si svolge: bisogna considerare i possibili errori dovuti alla contaminazione degli isotopi genitori e figli nel momento in cui il campione da analizzare si è formato; inoltre, utilizzando uno spettrometro di massa per le misure, si può andare incontro ad interferenze da parte di altri nuclidi con stesso numero di massa degli isotopi. In questo caso si devono apportare delle correzioni alle misure considerando i rapporti con cui si presentano questi nuclidi rispetto agli isotopi bersaglio.
Le misure ottenute attraverso gli spettrometri di massa possono andare incontro a interferenze e a inaccuratezze, per le quali è particolarmente importante la qualità del vuoto creato per la misura: se non c'è un vuoto perfetto, gli 
atomi di sostanze gassose possono intercettare gli atomi ionizzati utilizzati per la misurazione. Un altro importante fattore è la risoluzione dei rilevatori, anche se i moderni apparecchi hanno aumentato notevolmente la precisione rispetto ai loro predecessori.
L'affidabilità aumenta se le misurazioni sono prese da differenti campioni dello stesso materiale; in alternativa, se differenti minerali dello stesso campione possono essere datati e si assume che si siano formati nella stessa occasione,
essi costituiscono una datazione isocrona del campione: a differenza delle più semplici tecniche di datazione radiometrica, la datazione isocrona (usata per molti decadimenti isotopici, come il decadimento Rubidio-Stronzio) non richiede la conoscenza delle proporzioni iniziali dei nuclidi. Anche la datazione Argo-Argo può essere usata in presenza del decadimento Potassio-Argo per assicurarsi dell'assenza, nelle condizioni iniziali, del 40Ar.
Infine, per confermare l'età di un campione si potrebbero richiedere differenti metodi di datazioni radiometriche. La precisione di un metodo di datazione dipende comunque dal tempo di dimezzamento dell'isotopo radioattivo utilizzato per la misura. Per esempio, il carbonio-14 possiede un tempo di dimezzamento di poco inferiore ai 6.000 anni; nei resti di un organismo morto 60.000 anni fa si ritrova così poco carbonio-14 da rendere la datazione praticamente impossibile. D'altra parte, la concentrazione di carbonio-14 diminuisce talmente rapidamente che l'età di resti relativamente recenti può essere determinata con errori di pochi decenni. L'isotopo usato per la datazione Uranio-Torio ha un tempo di dimezzamento più lungo, ma ulteriori fattori rendono questa datazione più precisa di quella al radiocarbonio.

### La temperatura di blocco
Se un materiale che espelle selettivamente i nuclidi figli viene riscaldato, questi isotopi prodotti dal decadimento, accumulati nel tempo, andranno persi attraverso un processo di diffusione, riportando l'"orologio" isotopico a zero. La temperatura alla quale accade questo fenomeno è detta temperatura di blocco, è specifica per ogni materiale e può essere trovata sperimentalmente. Al di sotto di questa temperatura, nel materiale si forma una struttura cristallina che previene la diffusione degli isotopi. Dunque, rocce ignee o metamorfiche non esibiranno un misurabile decadimento radioattivo finché il processo di raffreddamento le avrà ricondotte ad una temperatura inferiore a quella di blocco; l'età di queste rocce calcolata con la datazione radiometrica quindi corrisponderà all'età in cui il materiale raggiunse la temperatura di blocco. Datare differenti minerali (con differenti temperature di blocco) appartenenti allo stesso campione può permettere di tracciare una sorta di storia termica della roccia; questo procedimento è utilizzato dalla cosiddetta termocronologia o termocronometria.

### L'equazione del decadimento

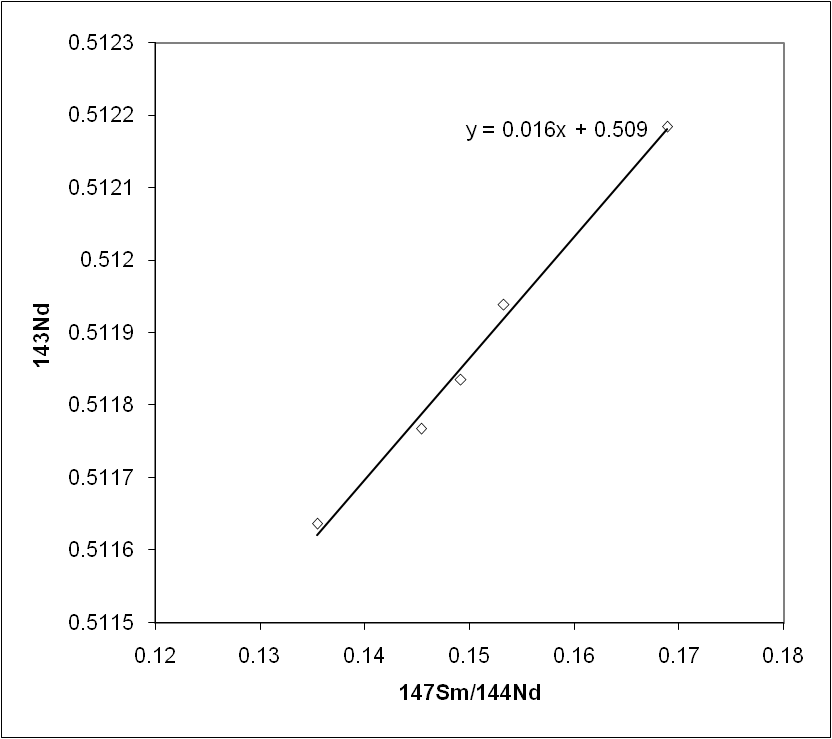
Datazione isocrona con Samario-Neodimio di un campione di roccia proveniente dallo Zimbabwe. L'età è calcolata a partire dalla pendenza della retta e la composizione originale dall'intersezione tra la stessa e l'asse delle ordinate.

Considerando che gli elementi radioattivi decadono in elementi più stabili, l'espressione matematica che lega il decadimento radioattivo al tempo geologico, chiamata "equazione dell'età" è la seguente:
{\displaystyle t={\frac {1}{\lambda }}{\ln \left(1+{\frac {D}{P}}\right)}}
dove
{\displaystyle t=}è l'età del campione
{\displaystyle D=}è il numero di isotopi figli presenti nel campione
{\displaystyle P=}è il numero di isotopi genitori presenti nel campione
{\displaystyle \lambda =}è la costante di decadimento degli isotopi genitori
{\displaystyle \ln =}è il logaritmo naturale
La costante di decadimento (o "tasso di decadimento") è la frazione del numero di atomi di un nuclide radioattivo che decadono per unità di tempo; essa è inversamente proporzionale al tempo di dimezzamento. {\displaystyle t_{1/2}} è uguale al tempo di dimezzamento degli isotopi genitori, tempo che si può trovare consultando tabelle come questa .
Questa equazione fa uso delle composizioni originarie dei nuclidi nel campione.. D'altra parte, come detto in precedenza, una datazione isocrona non necessita di tale informazione, utilizzando le composizioni attuali: utilizzando grafici come quello mostrato a fianco, si possono calcolare facilmente l'età del campione e la sua composizione iniziale.

## Moderne tecniche di datazione
Una datazione radiometrica può essere effettuata su un campione di pochi miliardesimi di grammo grazie a uno spettrometro di massa, strumento inventato negli anni '40 e usato per la prima volta per le datazioni negli anni '50. Esso opera grazie ad un raggio di atomi ionizzati generato dal campione in esame. A questi ioni quindi viene imposto il passaggio attraverso un campo magnetico, che li separa e li invia a sensori noti come "coppe di Faraday", sensibili alla massa degli ioni e al loro grado di ionizzazione; impattando contro questi sensori, gli ioni generano una debole corrente elettrica che viene misurata per ricavare il numero di impatti e quindi la concentrazione dei differenti atomi nel campione.

### Datazione Uranio-Piombo

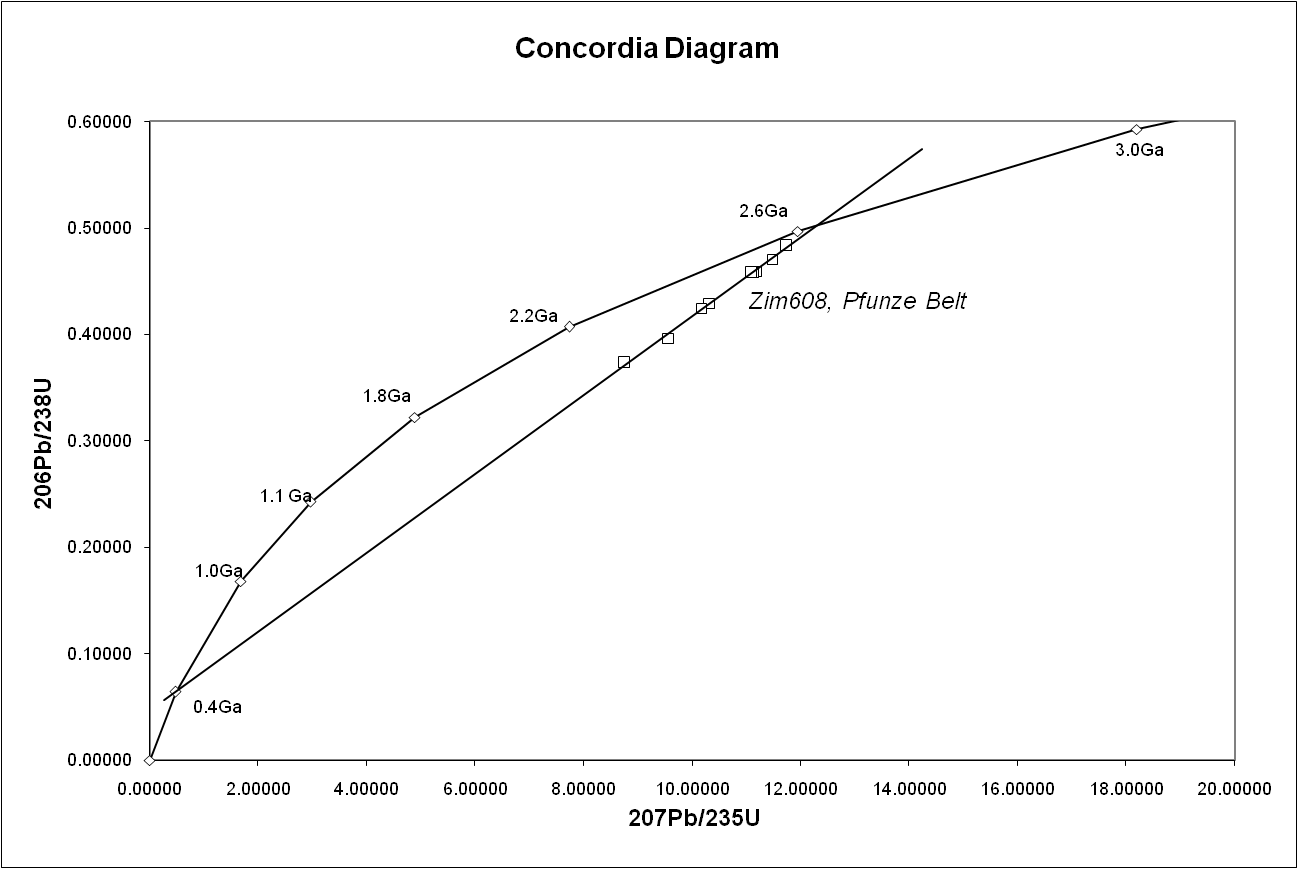
Un diagramma di concordanza utilizzato nella datazione Uranio-Piombo; tutti i campioni analizzati mostrano una perdita di isotopi del piombo, ma l'intersezione tra la retta di errore e la curva di concordanza fornisce l'età corretta della roccia.

La datazione uranio-piombo è una delle tecniche più usate: la sua precisione è tale che l'errore nel datare una roccia di circa tre miliardi di anni con questa tecnica è inferiore ai due milioni di anni.; questa datazione è solitamente effettuata sul minerale zircone (ZrSiO4), benché possa essere usata anche per altri materiali.
Lo zircone incorpora gli atomi di uranio nella sua struttura cristallina, sostituendoli allo zirconio, mentre il piombo ne viene respinto; esso ha un'alta temperatura di blocco, è resistente agli agenti atmosferici ed è chimicamente inerte. Lo zircone inoltre tende a formare durante gli eventi metamorfici degli strati di cristalli multipli, ciascuno dei quali può registrare l'età isotopica dell'evento. L'analisi in situ del micro-raggio può essere effettuata attraverso tecniche a spettrometria di massa quali ICP-MS o SIMS.
Uno dei grandi vantaggi di questa tecnica è che sfrutta due differenti orologi isotopici presenti nel campione, uno basato sul decadimento dell'Uranio-235 a Piombo-207 (con un tempo di dimezzamento di circa 700 milioni di anni) ed uno basato sul decadimento dell'Uranio-238 a Piombo-206 (con un periodo di dimezzamento di circa 4.5 miliardi di anni), i quali forniscono un controllo incrociato che permette la determinazione precisa dell'età del campione anche se sono state perse delle quantità di piombo.

### Datazione Samario-Neodimio
Questa tecnica (datazione samario-neodimio) coinvolge il decadimento alfa del 147Sm in 143Nd, con un tempo di dimezzamento di 1.06 x 1011 anni; si possono raggiungere precisioni dell'ordine di 20 milioni di anni per 3 miliardi di anni.

### Datazione Potassio-Argon
La datazione potassio-argon implica una cattura elettronica o una produzione di positroni nella trasformazione del Potassio-40 in Argo-40. Il Potassio-40 ha un tempo di dimezzamento pari a 1,3 miliardi di anni, per cui questo metodo è applicabile anche alle rocce più vecchie. Il Potassio-40 radioattivo è presente nelle miche, nei feldspati e nelle orneblende, benché la sua temperatura di blocco sia piuttosto bassa in queste rocce, variando dai 125 °C nelle miche ai 450 °C nelle orneblende.

Quando la temperatura delle rocce supera tuttavia i 125 °C, si origina il fenomeno detto "fuga dell'argon": tale elemento, allo stato gassoso, tende a disperdersi rapidamente nell'atmosfera. In tal modo si verificherà una variazione del rapporto tra isotopo padre (potassio) ed isotopo figlio (argon), alterando la misurazione dell'età delle rocce.

### Datazione Rubidio-Stronzio
La datazione rubidio-stronzio è basata sul decadimento beta del Rubidio-87 in Stronzio-87, con un tempo di dimezzamento di 50 miliardi di anni; questo processo è usato per datare le rocce ignee e metamorfiche più antiche e persino i campioni di rocce lunari; la temperatura di blocco è molto elevata, tale da consentire di trascurarne gli effetti. La datazione Rubidio-Stronzio non è però precisa quanto quella Uranio-Piombo dal momento che implica errori di 30-50 milioni di anni lungo un periodo di 3 miliardi di anni.

### Datazione Uranio-Torio
Un'altra datazione radiometrica a corto raggio è quella basata sul decadimento α dell'Uranio-238 nel Torio-234 (datazione uranio-torio),  con un tempo di dimezzamento di circa 80.000 anni. Questo decadimento è spesso associato ad un altro decadimento "fratello", quello dell'Uranio-235 nel Protoattinio-231, con un periodo di dimezzamento di 34.300 anni.
Mentre l'Uranio è solubile in acqua, il Torio e il Protoattinio non lo sono, per cui essi si separano se precipitano come sedimenti nei fondali oceanici dai quali si può ricavare l'abbondanza di questi isotopi; questo tipo di datazione ha una scala di molte centinaia di migliaia di anni.

### Datazione al radiocarbonio

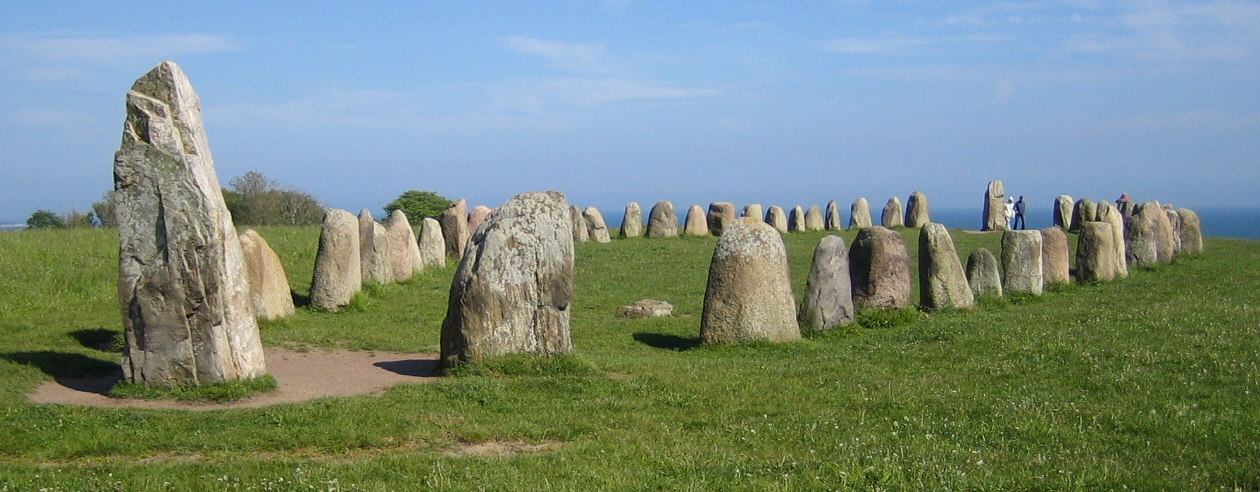
Il complesso delle Pietre di Åle a Kåseberga, dieci chilometri a sud-est di Ystad, è stato datato al 600 d.C. usando la datazione al radiocarbonio sui resti organici trovati in sito.

Il Carbonio-14 è un isotopo radioattivo del carbonio con un tempo di dimezzamento di 5.730 anni (molto breve rispetto a quella di altri radionuclidi). In altri metodi di datazione, gli isotopi genitori utilizzati furono sintetizzati a partire da esplosioni di stelle estremamente massicce che diffusero questi elementi nella Galassia; questi isotopi iniziarono quindi a decadere e di isotopi radioattivi a breve vita oggi non vi è più traccia. Il Carbonio-14 è un'eccezione: esso viene continuamente creato attraverso le collisioni di neutroni, generati da raggi cosmici, con l'azoto dell'atmosfera, tanto da costituire una frazione non indifferente del carbonio presente nell'anidride carbonica (CO2).
Gli organismi viventi acquisiscono carbonio attraverso l'anidride carbonica: le piante attraverso la fotosintesi, gli animali nutrendosi di piante o di altri animali. Quando un organismo muore, cessa di assumere Carbonio-14 e gli isotopi presenti nel suo corpo iniziano a decadere con il caratteristico tempo di dimezzamento (5.730 anni). La quantità di Carbonio-14 rilevata esaminando i resti dell'organismo fornisce un'indicazione del tempo passato dalla sua morte. Questa datazione non può spingersi però indietro oltre i 58-62.000 anni .
Il tasso di creazione di Carbonio-14 appare essere relativamente costante, come confermano le datazioni incrociate ottenute usando differenti tecniche, benché locali eruzioni vulcaniche o altri eventi che rilasciano grandi quantità di anidride carbonica possono ridurre localmente la concentrazione di Carbonio-14, rendendo la datazione più incerta. Il rilascio di anidride carbonica nella biosfera come conseguenza dell'industrializzazione ha ulteriormente abbassato la percentuale di Carbonio-14 a pochi punti percentuali; al contrario, i test di bombe nucleari effettuati agli inizi degli anni sessanta hanno aumentato la concentrazione di questo isotopo. Infine, un aumento dell'intensità del vento solare o del campo magnetico della Terra porterebbe a un rallentamento del tasso di creazione del Carbonio-14. Nella datazione al radiocarbonio occorre dunque valutare questi effetti per calibrare attentamente la misura.

### Datazione a tracce di fissione

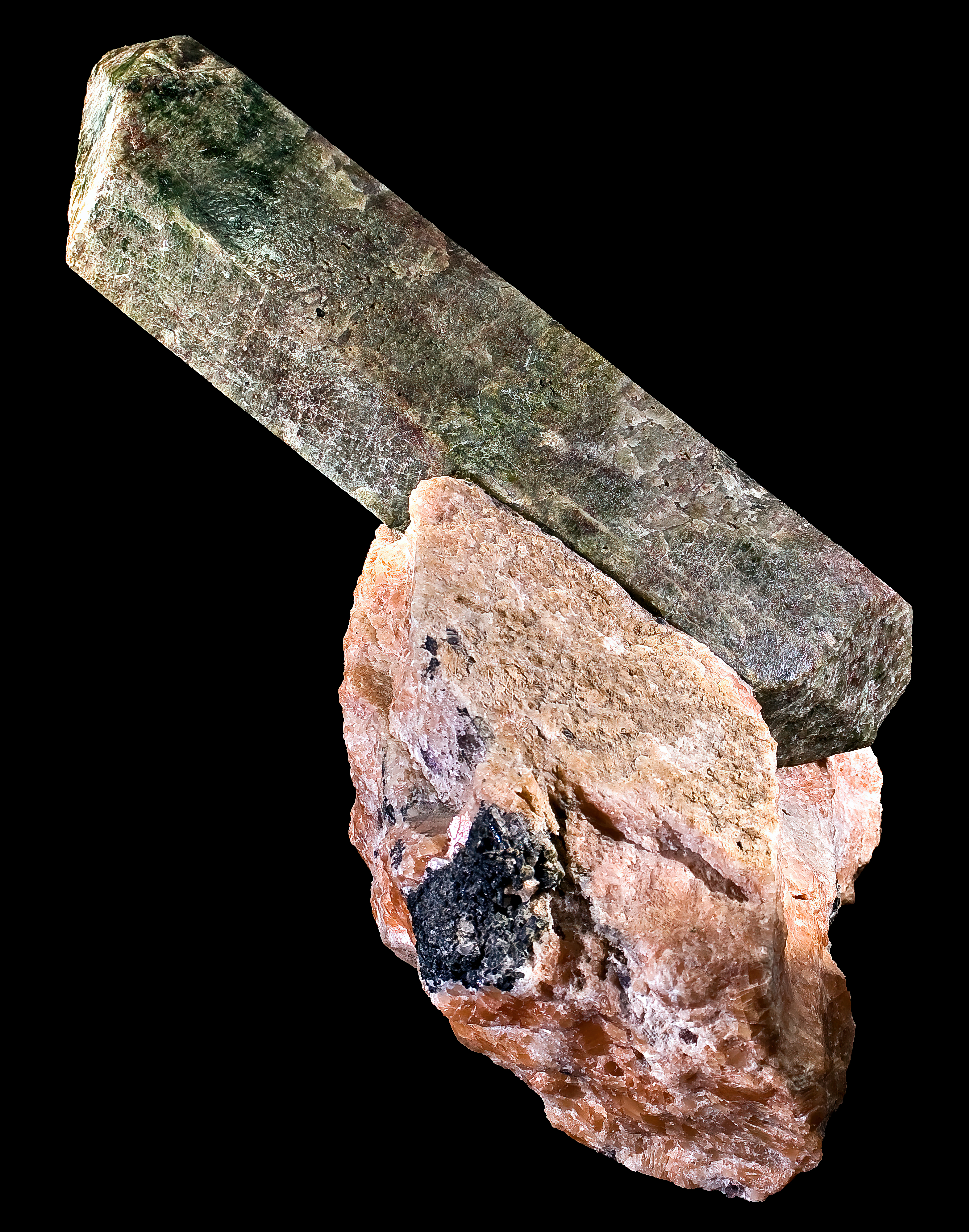
Cristalli di apatite, largamente usati nella datazione a tracce di fissione.

La datazione a tracce di fissione prevede l'analisi di un campione puro di un materiale per determinare la densità delle "tracce" che indicano la fissione spontanea dell'uranio-238. La quantità di uranio presente nel campione deve essere conosciuta e si determina disponendo una pellicola di materiale plastico sopra il campione, bombardato con neutroni lenti: ciò induce la fissione dell'uranio-235 in competizione con la fissione spontanea dell'uranio-238; le tracce della fissione indotta da questo processo vengono impresse sulla pellicola; il contenuto di uranio nel materiale può allora venir calcolato attraverso il numero di tracce e il flusso di neutroni.
Questo schema viene applicato a una vasta gamma di datazioni geologiche: per epoche fino ad alcuni milioni di anni fa le rocce più utilizzate sono le miche, le tectiti (frammenti vetrosi originatisi da eruzioni vulcaniche) e le meteoriti; materiali più antichi possono essere datati utilizzando lo zircone, l'apatite, la titanite, l'epidoto e il granato, che possiedono una quantità variabile di uranio. Poiché le tracce della fissione scompaiono a temperature superiori a circa 200 °C, questa tecnica presenta delle limitazioni così come dei benefici; con essa potenzialmente si può studiare la storia termica del luogo di deposito del materiale studiato.

### Datazione al Cloro-36
Grandi quantità del raro isotopo Cl-36 furono prodotti durante le detonazioni atmosferiche di bombe nucleari tra il 1952 e il 1958; il Cloro resta nell'atmosfera per circa una settimana dopodiché raggiunge il suolo e le acque sotterranee e può essere utile nel datare le acque fino a 50 anni nel passato (oltre che essere utilizzato in altri ambiti delle scienze geologiche, come la datazione di sedimenti o dei ghiacci).

### Datazione a termoluminescenza
L'irradiazione naturale di fondo, dovuta ad una quantità di sorgenti naturali quali Uranio e Torio naturali e loro nuclidi figli, Carbonio 14, Potassio 40, raggi cosmici ecc., produce nelle sostanze con struttura cristallina ionizzazioni che liberano elettroni dai loro stati di minima energia. Nel tentativo di ritornare allo stato fondamentale, alcuni di questi elettroni possono accumularsi nei difetti della struttura cristallina del materiale rimanendo a livelli energetici più elevati di quello minimo. 
Scaldando questi corpi, gli elettroni accumulati tornano al livello fondamentale, generando una particolare luminescenza del materiale, detta termoluminescenza. Se si misura la luce emessa a seguito del riscaldamento, anche di poche centinaia di gradi, si può stimare la quantità di elettroni accumulati e quindi l'età del campione, con un errore medio del 15%. Va ricordato però che, se già nel passato la roccia è stata sottoposta ad alte temperature, queste hanno "resettato" l'orologio elettronico riportandolo al tempo zero. Questo reset avviene ad esempio durante la cottura al forno del vasellame; in laboratori il campione viene nuovamente riscaldato e si misura la luce che viene emessa. Se si conosce il livello medio di radiazione di fondo annuo della zona d'origine del reperto, si può calcolare il periodo di tempo trascorso dalla cottura. 
Il metodo viene anche ampiamente utilizzato per la misura della radiazione esterna cui vengono esposti operatori con pericolo di ricevere radiazioni, come radiologi, lavoratori di centrali nucleari ecc.

### Altri metodi
Altri metodi di datazione includono l'utilizzo dei seguenti isotopi:
- argon-argon (Ar-Ar)
- iodio-xeno (I-Xe)
- lantanio-bario (La-Ba)
- piombo-piombo (Pb-Pb)
- lutezio-afnio (Lu-Hf)
- neon-neon (Ne-Ne)
- renio-osmio (Re-Os)
- uranio-piombo-elio (U-Pb-He)
- uranio-uranio (U-U)

## Datazioni con radionuclidi estinti
Ai primordi del sistema solare esistevano numerosi radionuclidi con breve periodo di dimezzamento, come ad esempio Al26, Fe60, Mn53, 
e I129, presenti all'interno della nebulosa solare. Questi isotopi radioattivi, probabilmente residui dell'esplosione di una supernova, sono oggi estinti, ma i prodotti del loro decadimento possono essere rilevati in oggetti estremamente antichi come i meteoriti. Analizzando questi prodotti con uno spettrometro di massa è possibile determinare un'età relativa tra differenti eventi agli inizi della storia del sistema solare. Integrando queste misure con una datazione più precisa, ad esempio quella Uranio-Piombo, si può assegnare a questi eventi un'età assoluta.

### Datazione129I -129Xe
129I diventa 129Xe attraverso un decadimento beta, con un tempo di dimezzamento di 17 milioni di anni. Poiché lo xeno è un gas nobile molto raro, si può ragionevolmente assumere che la presenza di questo elemento in un campione derivi interamente dal decadimento dell'isotopo 129I. Dal rapporto tra le abbondanze dei due elementi si può quindi ricavare l'età del campione. Questo metodo è usato per stimare l'epoca di formazione delle meteoriti, fino a circa 20 milioni di anni nel passato; poiché però lo xeno può sfuggire dalla roccia, tale periodo può risultare minore.

### Datazione26Al -26Mg
26Al decade in 26Mg, con un'emivita pari a 720.000 anni. La datazione consiste nell'individuare un eccesso nella concentrazione di 26Mg rispetto alla sua abbondanza naturale (dovuto al decadimento radioattivo) e rapportarlo all'abbondanza degli isotopi stabili.
Con questo metodo, si può stimare l'età di rocce fino a 1.4 milioni di anni.